# فيليب س. بندلتون
فيليب س. بندلتون (بالإنجليزية: Philip C. Pendleton)‏ هو محامي وقاضي أمريكي، ولد في 24 نوفمبر 1779 في مرتينسبورغ في الولايات المتحدة، وتوفي بنفس المكان في 3 أبريل 1863.